# Поклюка
Поклю́ка (словен. Pokljuka) — горное плато на северо-западе Словении. Расположена в национальном парке Триглав в Юлийских Альпах на высоте 1300 м. В округе преобладают густые хвойные леса. Плато прилегает к горному хребту, вершины которого достигают высоты 2000 м. Наиболее крупным населённым пунктом вблизи Поклюки является город Блед, расположенный на расстоянии 15 км, восточнее (перепад высот около 800 м). Доступ на автомобиле возможен также с юга, от озера Бохинь (расстояние 20 км, перепад высот около 770 м).
Поклюка является излюбленным местом походов, велосипедных прогулок, сбора грибов и зимних рекреативных активностей для жителей Словении. Отсюда — наиболее удобный пеший доступ к высшей точке Словении — горе Триглав (2864 м над уровнем моря), являющейся национальным символом страны.
Начиная с 2010 года спелеологами DZRJL на плато Поклюка открыты несколько крупных пещер, в том числе Трубарёв-дах (словен. Trubarjev dah, протяжённость 6151 м, глубина −643 м), Платоново шепетанье (словен. Platonovo šepetanje, 2352 м, −569 м) и другие.
Поклюка известна также проводящимися здесь соревнованиями по биатлону. Стадион, на котором проходят этапы Кубка мира, находится в 20 км от Бледа. С начала 1990-х здесь регулярно проводятся гонки мировой биатлонной элиты, с 1999 года ежегодно. В 2001 году в Поклюке прошёл Чемпионат мира по биатлону. В 2021 году Поклюка снова получила возможность провести Чемпионат мира по биатлону.